# Cubasina albofusca
Cubasina albofusca är en svampart som beskrevs av R.F. Castañeda 1986. Cubasina albofusca ingår i släktet Cubasina, divisionen sporsäcksvampar och riket svampar.   Inga underarter finns listade i Catalogue of Life.